# Dilmun

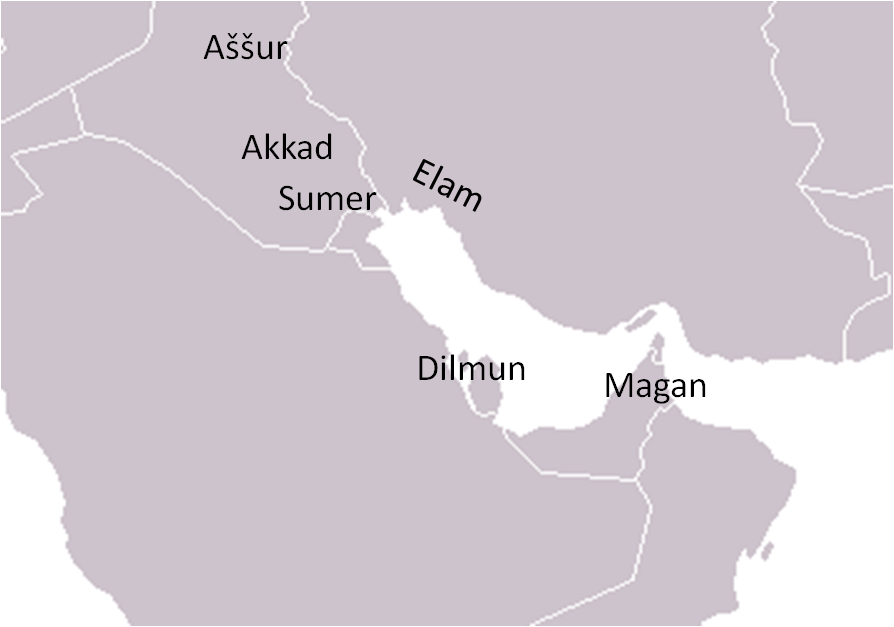
Mapa Zatoki Perskiej z zaznaczonym położeniem Dilmunu (ok. 2000 r. p.n.e.)

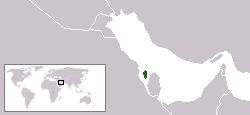
Mapa Zatoki Perskiej z zaznaczonym położeniem Bahrajnu

Dilmun (sum. dilmunki; akad. Tilmun, Telmun; gr. Tylos, Tyros; łac. Tyrus) – w tradycji mezopotamskiej jedna z trzech krain (pozostałymi były Magan i Meluhha), które leżeć miały wzdłuż brzegów „Dolnego Morza”, tj. Zatoki Perskiej i Morza Arabskiego; lokalizowana najczęściej na wyspach Bahrajnu, choć wydaje się, iż obejmowała również północno-wschodnie wybrzeża Półwyspu Arabskiego oraz położoną u wybrzeży Kuwejtu wyspę Failaka.

## Historyczny Dilmun

### Periodyzacja
Dzieje krainy Dilmun podzielić można na cztery główne okresy:
- okres protodilmuński (ok. 3200-2200 p.n.e.) - okres kształtowania się cywilizacji dilmuńskiej; najwcześniejsze wzmianki o krainie Dilmun w źródłach mezopotamskich;
- okres wczesnodilmuński (ok. 2200-1600 p.n.e.) - okres największego rozkwitu cywilizacji dilmuńskiej, która zaczyna kontrolować główne morskie szlaki handlowe w Zatoce Perskiej; na wyspie Bahrajn powstają pierwsze miasta, świątynie i tysiące pagórków grobowych;
- okres średniodilmuński (ok. 1600-1000 p.n.e.) - Dilmun pod kontrolą babilońskich królów z dynastii kasyckiej;
- okres późnodilmuński (ok. 1000-330 p.n.e.) - stopniowy spadek znaczenia Dilmunu w handlu międzynarodowym[6].

### Dzieje Dilmunu
W źródłach klinowych o charakterze historycznym i ekonomicznym kraina Dilmun pojawia się najczęściej jako partner handlowy miast i królestw Mezopotamii. Jej nazwę wymieniają już najwcześniejsze teksty klinowe pochodzące z miasta Uruk, datowane na koniec IV tys. p.n.e. W schyłkowej fazie okresu wczesnodynastycznego (ok. 2500-2350 p.n.e.) kraina ta stała się dla sumeryjskich królów miasta-państwa Lagasz ważnym źródłem surowców naturalnych, głównie drewna i miedzi. Ur-Nansze (ok. 2550 p.n.e.) statkami z Dilmunu sprowadzać miał drewno z dalekich krain, podczas gdy Lugalanda (ok. 2400 p.n.e.) i Urukagina (ok. 2380 p.n.e.) sprowadzać mieli z Dilmunu miedź wysyłając w zamian produkty mleczne i zbożowe, tłuszcz zwierzęcy, srebro i wełnę. W czasach akadyjskiego króla Sargona Wielkiego statki z Dilmunu, Maganu (kraina identyfikowana z terenami współczesnego Omanu i Zjednoczonych Emiratów Arabskich) i Meluhhy (kraina identyfikowana z cywilizacją doliny Indusu) cumować miały przy nabrzeżach jego królewskiej stolicy Agade. Teksty z czasów panowania królów z III dynastii z Ur (ok. 2100-2000 p.n.e.) oraz Gudei, króla Lagasz (2 połowa XXII w. p.n.e.) również dostarczają dowodów na kontakty handlowe pomiędzy Dilmunem a Mezopotamią. W okresie Isin-Larsa (ok. 2000-1800 p.n.e.) i okresie starobabilońskim (ok. 1800-1600 p.n.e.) w Dilmun zaopatrywali się w miedź kupcy z Ur, tacy jak Ea-nasir, którego dom i archiwum odkrył w trakcie wykopalisk w Ur Leonard Woolley. „Kupcy (handlujący) z Dilmunem” (akad. ālik Tilmun) tworzyli w tym mieście specjalną grupę kupców wyspecjalizowanych w handlu z krainami „Dolnego Morza”. W tym samym czasie więzi dyplomatyczne łączyły Dilmun z asyryjskim królem Szamszi-Adadem I i jego synem Jasmah-Adadem, a karawanowy szlak handlowy, wiodący wzdłuż Eufratu, łączył Dilmun z Mari. 

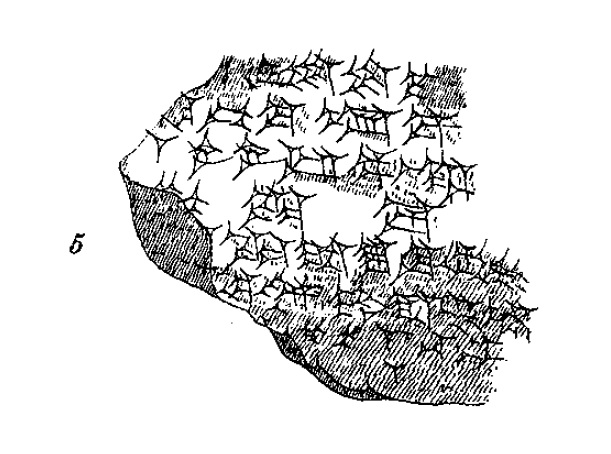
Jeden z listów Ili-ippaszry, gubernatora Dilmunu, do Enlila-kidinni, gubernatora Nippur; ok. 1350 r. p.n.e.

W okresie środkowobabilońskim kontrolę nad Dilmunem przejęli najprawdopodobniej babilońscy władcy z dynastii kasyckiej. Dowodem na to są dwa listy odkryte w Nippur, z których wynika, iż krainą tą zarządzał kasycki gubernator. Dodatkowo na wyspie Bahrajn odnaleziono kasycką pieczęć cylindryczną należącą do niejakiego Uballissu-Marduka, noszącego tytuł „gubernatora (akad. šakkanaku) Dilmunu”. Po podboju w 1225 r. p.n.e. Babilonii przez Tukulti-Ninurtę I (1243-1207 p.n.e.), Dilmun na pewien czas mógł wpaść w ręce asyryjskie, sądząc z przyjętego przez tego władcę tytułu „króla Dilmunu i Meluhhy”. W okresie nowoasyryjskim Dilmun najprawdopodobniej pozostawał niezależny, ale jego władcy musieli płacić trybut królom asyryjskim. Wiadomo na przykład, iż Uperi i Ahundara, królowie Dilmunu, złożyli trybut Sargonowi II (722-705 p.n.e.), a Hundaru, późniejszy król Dilmunu, wysłał do Niniwy trybut Aszurbanipalowi (669-627? p.n.e.), który w jednej ze swych inskrypcji twierdzi, iż „narzucił swe jarzmo” krainie Dilmun. W okresie nowobabilońskim (VI w. p.n.e.) Nabuchodonozor II (604-562 p.n.e.) rozkazał wznieść na wyspie Failaka swój pałac i świątynię poświęconą bogu Szamaszowi. W 544 r. p.n.e., za rządów Nabonida (556-539 p.n.e.), krainą Dilmun zarządzać miał babiloński „gubernator Dilmunu” (akad. lúbēl pīḫāti Dilmunki). O dziejach Dilmunu w okresie perskim (VI-IV w. p.n.e.) nie wiemy już praktycznie nic. W okresie hellenistycznym wyspa Bahrajn, największa wyspa Dilmunu, znana już była pod nazwą Tylos. Później, pod nazwą Mešmahik, wyspa ta stała się częścią imperium Sasanidów.

### Władcy Dilmunu
Ze źródeł asyryjskich wiemy o czterech królach rządzących Dilmunem w okresie pomiędzy 2 połową VIII a 2 połową VII w. p.n.e.
| Imię władcy Dilmunu                   | Imię współczesnego mu króla asyryjskiego                                                                         |
| ------------------------------------- | --- |
| Uperi Ahundara (Hundaru) Qana Hundaru | Sargon II (721-705 p.n.e.) Sargon II (721-705 p.n.e.) Asarhaddon (680-669 p.n.e.) Aszurbanipal (668-627? p.n.e.) |

### Lokalizacja Dilmunu
Biorąc pod uwagę liczne wzmianki dotyczące Dilmunu, nie może dziwić, że już od połowy XIX wieku badacze starali się ustalić dokładną lokalizację tej krainy. Wskazówek szukano w mezopotamskich źródłach pisanych mówiących o związkach tej krainy z Mezopotamią. Tekstem, który w największym stopniu przyczynił się do zlokalizowania tej krainy, okazał się być jeden z tekstów asyryjskiego króla Sargona II, według którego Dilmun leżeć miał pośrodku morza, w odległości 30 bēru od Sumeru. Wskazywał on, iż kraina ta, bądź jej część, musiała leżeć na wyspie. Jako że bëru oznaczało zazwyczaj odległość przebytą w ciągu podwójnej godziny, na podstawie tekstu Sargona II udało się też wyliczyć przybliżoną odległość pomiędzy Mezopotamią a Dilmunem. Przyjmując, iż łódź mogła przebyć około 10 mil w ciągu jednego bëru, można było wydedukować, iż Mezopotamię od Dilmunu dzielić musiało ok. 300 mil. Jedyną większą wyspą leżącą w odległości ok. 300 mil od południowych wybrzeży Mezopotamii okazała się być wyspa Bahrajn. Nieco inną drogą przy identyfikacji Dilmunu z wyspą Bahrajn poszedł asyrolog francuski Jules Oppert, który był pierwszym uczonym, który powiązał akadyjski toponim Tilmun z grecką nazwą Tylos, pojawiającą się w dziełach Teofrasta, Strabona, Pliniusza Starszego czy Flawiusza Arriana, a odnoszącą się bez wątpienia do wyspy Bahrajn. Wczesne związki Mezopotamii z tą wyspą potwierdziło odkrycie na niej importowanej ceramiki charakterystycznej dla okresu Ubajd (IV tys. p.n.e.). Z drugiej jednak strony pojawił się problem braku jakichkolwiek dowodów archeologicznych na istnienie osad na Bahrajnie w końcu IV i na początku III tys. p.n.e. W okresie tym zamieszkała już była jednak północno-wschodnia część Półwyspu Arabskiego, co poświadczają liczne odkryte tam stanowiska archeologiczne (np. Tarut, Umm an-Nussi, Umm ar-Ramad). Na stanowiskach tych odkryto dowody (ceramikę, naczynia kamienne, posążki) wskazujące na kontakty tamtejszej ludności z mieszkańcami Mezopotamii okresu Dżemdet Nasr (ok. 3100-2900 p.n.e.) i okresu wczesnodynastycznego (ok. 2900-2350 p.n.e.). Na tej podstawie wielu badaczy zakłada, iż pierwotnie kraina Dilmun znajdowała się właśnie tam, obejmując zachodnie wybrzeża Zatoki Perskiej, a dopiero później, pod koniec III tys. p.n.e., zaczęto ją utożsamiać z wyspą Bahrajn.

### Dilmun jako emporium handlowe
Przez większość III, II i I tys. p.n.e. kraina Dilmun była bardzo ważnym centrum wymiany towarowej, leżącym na międzynarodowym szlaku handlowym łączącym Mezopotamię z krajami położonymi na wybrzeżach Zatoki Perskiej i Morza Arabskiego. Wśród towarów eksportowanych przez Dilmun wymieniane są często drewno, kość słoniowa, srebro, złoto i kamienie półszlachetne, ale najważniejszym towarem eksportowym tej krainy była bez wątpienia miedź. Ta ostatnia nie była wydobywana w samym Dilmunie, ale sprowadzano ją ze źródeł leżących bardziej na wschód, najprawdopodobniej w Maganie (wsp. Oman). Podobnie było z innymi towarami, np. egzotycznymi gatunkami drewna, kością słoniową i karneolem pochodzącymi z Meluhhy (cywilizacja doliny Indusu), czy też pochodzącą najprawdopodobniej z Afganistanu cyną, które najpierw sprowadzano do Dilmunu, a dopiero stąd wysyłano do miejsc przeznaczenia w Mezopotamii. Tym samym Dilmun stał się głównym centrum redystrybucyjnym dla dóbr pochodzących z Maganu, Meluhhy czy Iranu. W zamian za towary wysyłane do Mezopotamii kupcy dilmuńscy otrzymywali srebro, tkaniny, produkty zbożowe i olej sezamowy. Największy rozwój Dilmunu jako międzynarodowego emporium handlowego przypadł na 2. połowę III i początek II tys. p.n.e.

## Archeologia

### Wykopaliska na wyspie Bahrajn
Prowadzone od 1879 roku prace archeologiczne na wyspie Bahrajn skupiały się przede wszystkim na badaniu ponad stu tysięcy dobrze widocznych w terenie pagórków grobowych, pochodzących z epoki brązu i epoki żelaza, a także wielkich cmentarzysk (np. w Karranah i Abu Sajbi) z okresu hellenistycznego i okresu partyjskiego. Największe skupiska pagórków grobowych, liczące dziesiątki tysięcy grobów, odkryto w centrum wyspy, w pobliżu miast A'ali i Madinat Hamad. Tysiące pagórków grobowych odkryto też w północno-zachodniej części wyspy, w pobliżu wiosek Al Janabiya, Al Qaryah i Sar. Pagórki grobowe budowane były z kamieni. W ich centrum lokowano bądź jedną, bądź dwie komory grobowe. W przypadku grobów dwukomorowych komory grobowe umieszczane były albo obok siebie na tym samym poziomie, albo jedna nad drugą. Zmarłych chowano z reguły na prawym boku, w pozycji embrionalnej. Po złożeniu zmarłego do grobu komorę grobową przykrywano od góry kamiennymi płytami, a cały kamienny grobowiec przysypywano ziemią, aż przypominał swym kształtem pagórek. Badając pagórki grobowe archeolodzy wyróżnili cztery ich rodzaje: 
- Typ wczesny (ok. 2500-2300 p.n.e.): Typ ten obejmuje najstarsze, niewielkich rozmiarów pagórki grobowe, znajdowane z reguły na szczytach wzgórz lub w pobliżu wadis. Ich cechą charakterystyczną jest otaczający je mur kamienny. Wyposażeniem grobowym w tego typu pagórkach były zazwyczaj gliniane dzbany, amulety z muszli, lokalnie wykonywane pieczęcie oraz broń i naszyjniki z brązu[13].
- Typ pośredni (ok. 2300-2000 p.n.e.): Niewielką ilość tego typu pagórków odkryto w Madinat Hamad. Mają one duże rozmiary i zawierają stosunkowo duże komory grobowe zwężające się stopniowo ku górze. Składani w grobach zmarli przykrywani byli warstwą małych i średniej wielkości kamieni[13].
- Typ późny (ok. 2000-1400 p.n.e.): Tego typu pagórki mają charakterystyczny kształt przypominający kopułę. Chowano w nich z reguły pojedyncze osoby, ale zdarzają się też groby zbiorowe/rodzinne[13].
- Typ Tylos (ok. 300 p.n.e. - 200 n.e.): Typ ten obejmuje duże pagórki grobowe, zbudowane z małych i średniej wielkości kamieni, zawierające podłużne komory grobowe w których chowano tylko jedną osobę. Znajdowana jest w nich biżuteria, w tym naszyjmiki i bransoletki, a także ceramika[13].

| Przykłady pochówków odkrytych na wyspie Bahrajn (eksponowane obecnie w Muzeum Narodowym Bahrajnu) | Przykłady pochówków odkrytych na wyspie Bahrajn (eksponowane obecnie w Muzeum Narodowym Bahrajnu) | Przykłady pochówków odkrytych na wyspie Bahrajn (eksponowane obecnie w Muzeum Narodowym Bahrajnu) |
| --- | ------------------------------------------------------------------------------------------------- | ------------------------------------------------------------------------------------------------- |
| |                                                                                                   |                                                                                                   |
| Z lewej strony – dilmuński pochówek w glinianej trumnie. W centrum – komora grobowa z pochówkiem zbiorowym z wnętrza jednego z pagórków grobowych typu późnego pochodzącego z okolic miasta Madinat Hamad, ok. 1450 r. p.n.e. Z prawej strony – komora grobowa z pochówkiem z wnętrza jednego z pagórków grobowych typu Tylos. |                                                                                                   |                                                                                                   |

Kierując się bardzo dużą liczbą grobów na wyspie Bahrajn (według najnowszych badań szacunkowych samych pagórków grobowych ma być ok. 172 tysięcy), pozornym brakiem towarzyszących im osad oraz występowaniem domniemanych „pustych” grobów, niektórzy uczeni postawili hipotezę, iż wyspa ta była w starożytności „wyspą grobową”, na której chowano zmarłych przywożonych statkami z Mezopotamii i Arabii. Obecnie odchodzi się jednak od tej hipotezy jako niemającej wiarygodnych podstaw. Duża liczba zachowanych grobów 
tłumaczona jest występowaniem na wyspie cienkich warstw gleby leżących na podłożu skalnym, które narzuciły potrzebę budowy dobrze widocznych grobów naziemnych. Wbrew wcześniejszym opiniom sama liczba grobów nie uznawana jest już też za nadmierną w stosunku do liczby ludności zamieszkującej tę wyspę w starożytności. Wyposażenie grobów, na które w większości składają się wyprodukowane lokalnie ceramika i pieczęcie, wskazują też jasno, że w grobach chowana była miejscowa ludność. Z kolei występowanie „pustych” grobów, mających być miejscami sprzedanymi wcześniej, które nie doczekały się swego właściciela, tłumaczone jest brakiem odpowiedniej techniki archeologicznej do badania naruszonych lub bardzo źle zachowanych pochówków.
| Ważniejsze stanowiska cywilizacji dilmuńskiej na wyspie Bahrajn                                                                  | Ważniejsze stanowiska cywilizacji dilmuńskiej na wyspie Bahrajn | Ważniejsze stanowiska cywilizacji dilmuńskiej na wyspie Bahrajn |
| --- | --------------------------------------------------------------- | --------------------------------------------------------------- |
| |                                                                 |                                                                 |
| Z lewej strony – Kalat al-Bahrajn (ruiny osiedla). W centrum – Barbar (ruiny świątyni). Z prawej strony – Saar (ruiny świątyni). |                                                                 |                                                                 |

Duńskie wykopaliska prowadzone pod kierunkiem Petera Vilhelma Globa i T. Geoffreya Bibby'ego z Uniwersytetu Aarhus w latach pięćdziesiątych i na początku lat sześćdziesiątych XX wieku pozwoliły odkryć, że na wyspie Bahrajn istniały też dilmuńskie osiedla (np. Kalat al-Bahrajn i Saar) oraz centra kultowe (np. Barbar i Diraz). Największym miastem na wyspie było to odkryte w Kalat al-Bahrajn, którego początki sięgają XXIV w. p.n.e. W trakcie wykopalisk odnaleziono tu pozostałości magazynu, domów prywatnych i warsztatu wytwórcy pieczęci stemplowych. W zniszczonych przez ogień pozostałościach magazynu odnaleziono tabliczki klinowe z XIV w. p.n.e., w których wzmiankowane są świątynia i pałac miejscowego władcy. Na stanowisku w Kalat al-Bahrajn przebadano też częściowo dużą rezydencję, będącą być może pałacem Uperi, króla Dilmunu, trybutariusza Sargona II. Pod podłogami wielu domów prywatnych odnaleziono pochówki z bogatym wyposażeniem grobowym, datowane na VI-V w. p.n.e. Inne duże dilmuńskie miasto odkryto w Saar, w północno-zachodniej części wyspy Bahrajn. Miasto to, powstałe ok. 2000 r. p.n.e., miało dobrze rozwiniętą sieć ulic. W trakcie wykopalisk odnaleziono tu świątynię, warsztaty rzemieślnicze i małe domy z pomieszczeniami w kształcie litery L. W niektórych miejscach na stanowisku ściany budowli zachowały się do wysokości 3 metrów. Kolejne stanowisko, Barbar, okazało się być dilmuńskim centrum kultowym. Najważniejszą odkrytą tu budowlą była świątynia, którą - jak się później okazało - wzniesiono na ruinach dwóch wcześniejszych, mniejszych świątyń. Najwcześniejsza z nich, datowana na ok. 3000 r. p.n.e., miała charakterystyczny, owalny kształt. Na jej ruinach ok. 2500 r. p.n.e. wzniesiono nową świątynię, by wreszcie ok. 2100-2000 r. p.n.e. na jej ruinach wznieść ostatnią, największą z nich wszystkich. W świątyni tej odnaleziono pozostałości dwóch ołtarzy oraz basenu kultowego, najprawdopodobniej do rytualnych ablucji. Na tej podstawie niektórzy badacze zakładają, iż świątynia ta mogła być miejscem kultu boga Enki i bogini Ninhursangi, pary bóstw wiązanych w sumeryjskiej mitologii z krainą Dilmun. Od świątyń odkrytych w Saar i Barbar różniła się świątynia odkryta w Diraz, która miała dwa rzędy kolumn.
| Zabytki cywilizacji dilmuńskiej odkryte na wyspie Bahrajn (eksponowane obecnie w Muzeum Narodowym Bahrajnu) | Zabytki cywilizacji dilmuńskiej odkryte na wyspie Bahrajn (eksponowane obecnie w Muzeum Narodowym Bahrajnu) | Zabytki cywilizacji dilmuńskiej odkryte na wyspie Bahrajn (eksponowane obecnie w Muzeum Narodowym Bahrajnu) |
| --- | --- | --- |
| | | |
| Z lewej strony – pieczęcie dilmuńskie i mezopotamskie odkryte na wyspie Bahrajn. W centrum – miedziana głowa byka z okresu wczesnodilmuńskiego (ok. 2000 p.n.e.), odnaleziona przez archeologów w 1955 roku w ruinach świątyni w Barbar. Z prawej strony – ceramika dilmuńska odkryta w grobach na wyspie Bahrajn. | | |

Brytyjski archeolog T Geoffrey Bibby na podstawie wykopalisk duńskich w Kalat al-Bahrajn zaproponował periodyzację dla Bahrajnu, używając nazw miasto I-VI do określenia poszczególnych okresów w dziejach tej wyspy. Najbardziej charakterystycznymi zabytkami dla kultury rozwijającej się na wyspie są owalne pieczęcie stemplowe, znajdowane najczęściej w grobach, na których widnieją zazwyczaj sceny z ludźmi i zwierzętami (głównie gazelami). Typowe dla Mezopotamii pieczęcie cylindryczne używane tu były rzadko, z wyjątkiem okresów środkowobabilońskiego i nowoasyryjskiego. Charakterystyczna dla wyspy ceramika rozwinęła się podczas istnienia miasta I (tzw. chain-ridged ware) i miasta II (tzw. red-ridged ware), czyli w okresie 2300-1600 p.n.e. Dodatkowo na stanowiskach w Bahrajnie odnaleziono też ceramikę pochodzącą z Mezopotamii, Omanu, Iranu i doliny Indusu.
W 2019 roku groby tumulusowe kultury Dilmun w Bahrajnie wpisano na listę światowego dziedzictwa UNESCO.  

### Wykopaliska na wyspie Failaka
Wykopaliska przeprowadzone na wyspie Failaka u wybrzeży Kuwejtu pozwoliły ostalić, że wpływy kultury dilmuńskiej obejmowały też obszary poza wyspami Bahrajnu. Jednym z takich miejsc była właśnie Failaka, gdzie ok. 2000 r. p.n.e. osadnicy dilmuńscy założyli swoją osadę. Odkryty tu materiał kulturowy, pochodzący z wczesnej fazy istnienia tego osiedla, okazał się identyczny z tym odkrytym na wyspie Bahrajn, co upewniło badaczy, że istnieć tu musiała dilmuńska kolonia, zamieszkiwana najprawdopodobniej przez kupców i ich rodziny. Poza materiałem archeologicznym charakterystycznym dla kultury dilmuńskiej (obejmującym m.in. setki owalnych pieczęci stemplowych), na wyspie tej odnaleziono też pochodzące z Mezopotamii tabliczki, pieczęcie cylindryczne i ceramikę datowane na okres starobabiloński, co może wskazywać, iż w okresie tym wyspa ta pełnić mogła rolę pośrednika handlowego pomiędzy Mezopotamią a Dilmunem. 

## Legendarny Dilmun

### Dilmun w mitach sumeryjskich
W literaturze mezopotamskiej, szczególnie w utworach mitologicznych, Dilmun jest rajską, szczęśliwą krainą zamieszkiwaną przez bogów. Według sumeryjskiego mitu Enki i Ninhursanga miało to być święte, nieskalane miejsce, nieznające śmierci ani chorób, bólu ani cierpienia:
„Kraj Dilmun jest czysty, kraj Dilmun jest nieskalany,
kraj Dilmun jest nieskalany, kraj Dilmun jest lśniący.
Któż leżał w Dilmun -
miejsce, gdzie Enki położył się obok swej małżonki,
to miejsce jest nieskalane, to miejsce jest lśniące.
Potem, kiedy on położył się w Dilmun,
potem, kiedy Enki położył się obok Ninsikili,
to miejsce jest nieskalane, to miejsce jest lśniące!
W Dilmun kruk nie kracze ka, ka,
w Dilmun kuropatwa stepowa nie krzyczy dar, dar,
żaden lew nie zabija,
żaden wilk nie porywa owieczki,
nieznany jest dziki pies, który pożerał koźlęta,
nieznana jest świnia wyżerająca jęczmień.
...
Ślepiec nie mówi: «Ach, ja ślepy!»
Chory na głowę nie mówi: «Ach, mam chorą głowę!»
Tam (w Dilmun) stara kobieta nie mówi: «Ach, jestem stara!»
Stary mężczyzna nie mówi: «Ach, ja starzec!»”
W micie tym Dilmun jest siedzibą pary wielkich bogów stworzycieli: boga Enki i bogini Ninhursangi (znanej też jako  Ninsikila i Nintu). W dalszej części mitu Enki przekazuje Dilmun w darze Ninhursandze, która odtąd staje siė opiekunką tej krainy. Mowa jest o tym również w sumeryjskim micie Enki - organizator świata, według którego:
„Enki uporządkował i oczyścił kraj Dilmun,
który powierzył (opiece) Ninsikili”
Dilmun pojawia się też w Sumeryjskiej opowieści o potopie, gdzie występuje jako miejsce w którym bogowie osiedlili ocalonego z  potopu króla Ziusudrę:
„Król Ziusudra
padł na twarz przed Anem i Enlilem [...],
po czym An i Enlil (potraktowali) Ziusudrę miłościwie,
obdarzając go życiem podobnym boskiemu,
wynosząc go do życia wiecznego jak boga.
Wówczas króla Ziusudrę,
który ocalił nazwy(!) zwierząt i nasienie ludzkości,
osiedlili w zamorskim kraju Dilmun, w miejscu, skąd wschodzi słońce”

### Bogowie dilmuńscy
Według źródeł mezopotamskich, a także tekstów odkrytych na wyspach Failaka i Bahrajn, najważniejszymi bogami krainy Dilmun mieli być bóg Inzak (też Enzak) i bogini Meskilak. Według sykretycznego hymnu do bogini Nanaji główna świątynia tej pary bóstw, zwana E-kara (sum. é.kar.ra, tłum. „Dom nabrzeża”), znajdować się miała właśnie w krainie Dilmun. Bóg Inzak/Enzak (przez Sumerów zwany Ensa'agiem, Enszagiem, Enzagiem lub Ninzagą), uważany był w Mezopotamii za głównego boga Dilmunu, jednakże w samym Dilmunie określano go jako boga kraju Agaru (wschodnia Arabia). Miał on też swoje centrum kultowe na wyspie Failaka, gdyż znajdująca się tam świątynia, zwana E-galgula (sum. é.gal.gu.la, tłum. „Wielki pałac”) poświęcona była najprawdopodobniej właśnie jemu. Boginię Meskilak łączy się z Ninsikilą (jedno z imion Ninhursangi), uważaną w wierzeniach mezopotamskich za opiekunkę Dilmunu. Według jednej z tradycji miała ona być małżonką (lub córką?) boga Enki, według innej małżonką (lub matką?) boga Inzaka (Ensa'aga). Poza Inzakiem i Meskilak w Dilmunie czczono również boginię Lahamun, którą określano jako „Sarpanitu Dilmunu”.
Niektórzy bogowie mezopotamscy (Enki, Damgalnuna, Adad i Marduk) wymieniani są w tekstach odkrytych na wyspie Bahrajn. Nie musi to jednak oznaczać, iż byli tam oni czczeni. Bóg Enki, wiązany z Dilmunem w mitach sumeryjskich, nigdy nie jest wymieniany wprost jako bóg Dilmunu i nie ma podstaw do przypuszczeń, iż mógł tam istnieć jego kult, ani że to właśnie jemu była poświęcona świątynia w Barbar, jak się powszechnie przypuszcza. 

### Dilmun - pierwowzór biblijnego raju?
Według Samuela N. Kramera idea biblijnego ogrodu rajskiego pochodzić ma z Sumeru, na co wskazywać mają liczne paralele pomiędzy mezopotamskimi mitami o krainie Dilmun (przede wszystkim mitem Enki i Ninhursanga) a biblijną opowieścią o raju. Według Biblii raj znajdować miał się na wschodzie, w Edenie (Rdz 2,8). Na wschodzie, „w miejscu, skąd wschodzi słońce”, leżeć miał też sumeryjski Dilmun. Asyryjczycy i Babilończycy również umieszczali na wschodzie swoją boską Krainę Życia. W Biblii nawodnienie raju opisane jest słowami: „mgła wydobywała się z ziemi i zwilżała całą powierzchnię gleby” (Rdz 2,6). Kramer widzi w tym wersie reminiscencję opisanego w micie Enki i Ninhursanga wyprowadzenia przez boga Utu „z ujścia wody płynącej pod ziemią” słodkiej wody dla Dilmunu. W micie Enki i Ninhursanga przebywający w Dilmun bóg Enki zjada stworzone przez boginię Ninnhursangę rośliny, tym samym poznając ich naturę, ale za ten czyn bogini ta go przeklina. Wątek ten wykazuje pewną paralelę do biblijnej opowieści o zakazanym owocu, którego zjedzenie sprowadziło na Adama i Ewę klątwę Boga. W oparciu o mit Enki i Ninhursanga Kramer proponuje też wyjaśnienie biblijnej historii stworzenia Ewy z żebra Adama. W micie tym bogini Ninhursanga dla uleczenia żebra (sum. ti) boga Enki tworzy boginię Ninti, której imię znaczy „Pani żebra” (sum. nin.ti). W języku sumeryjskim ti oznacza jednak również „życie”, „żyć”, „obdarzać życiem”, tak więc imię tej bogini tłumaczyć też można jako „Pani życia”, „Pani dająca życie”. Dzięki tej grze słów w języku sumeryjskim „Pani żebra” stała się jednocześnie „Panią życia” i ten kalambur literacki trafił zapewne do opowieści biblijnej, która, w zmienionym już kontekście, przejęła wątek o stworzeniu kobiety w powiązaniu z żebrem mężczyzny.